# راندي إدواردز
راندي إدواردز (بالإنجليزية: Randy Edwards)‏ هو لاعب كرة قدم أمريكية أمريكي، ولد في 9 مارس 1961 في ماريتا في الولايات المتحدة.

## وصلات خارجية
- راندي إدواردز على موقع مرجع كرة القدم المحترفة.كوم (الإنجليزية)